# Contee di Capo Verde

Contee di Capo Verde

Le contee (o comuni) di Capo Verde (in portoghese: concelhos o municípios, munisipiu in creolo capoverdiano) sono la suddivisione territoriale di primo livello del Paese e sono pari a 22. Ciascuna di esse si suddivide ulteriormente in frazioni (freguesias).
Le contee sono classificate in due regioni geografiche, corrispondenti ai sotto-arcipelaghi di Barlavento e Sotavento.

## Lista
| Contea                               | Isola       | Capoluogo               | Popolazione (2010) | Area (km²) |
| ------------------------------------ | ----------- | ----------------------- | ------------------ | ---------- |
| Contea di Boa Vista                  | Boa Vista   | Sal Rei                 | 9.162              | 620        |
| Contea di Brava                      | Brava       | Nova Sintra             | 5.995              | 64         |
| Contea di Maio                       | Maio        | Vila do Maio            | 6.952              | 269        |
| Contea di Mosteiros                  | Fogo        | Mosteiros               | 9.524              | 82         |
| Contea di Paul                       | Santo Antão | Vila das Pombas         | 6.997              | 54         |
| Contea di Porto Novo                 | Santo Antão | Porto Novo              | 18.028             | 558        |
| Contea di Praia                      | Santiago    | Praia                   | 131.719            | 94         |
| Contea di Ribeira Brava              | São Nicolau | Ribeira Brava           | 7.580              | 258        |
| Contea di Ribeira Grande             | Santo Antão | Ponta do Sol            | 18.890             | 167        |
| Contea di Ribeira Grande de Santiago | Santiago    | Cidade Velha            | 8.325              | 164        |
| Contea di Sal                        | Sal         | Espargos                | 25.779             | 216        |
| Contea di Santa Catarina             | Santiago    | Assomada                | 43.297             | 213        |
| Contea di Santa Catarina do Fogo     | Fogo        | Cova Figueira           | 5.299              |            |
| Contea di Santa Cruz                 | Santiago    | Pedra Badejo            | 26.617             | 110        |
| Contea di São Domingos               | Santiago    | São Domingos            | 13.808             | 138        |
| Contea di São Filipe                 | Fogo        | São Filipe              | 22.248             | 394        |
| Contea di São Lourenço dos Órgãos    | Santiago    | João Teves              | 7.388              | 39         |
| Contea di São Miguel                 | Santiago    | Calheta de São Miguel   | 15.648             | 91         |
| Contea di São Salvador do Mundo      | Santiago    | Picos                   | 8.677              | 30         |
| Contea di São Vicente                | São Vicente | Mindelo                 | 76.140             | 227        |
| Contea di Tarrafal                   | Santiago    | Tarrafal                | 18.565             | 112        |
| Contea di Tarrafal de São Nicolau    | São Nicolau | Tarrafal de São Nicolau | 5.237              | 122        |

## Evoluzione storica
Secondo dati riportati tra l'altro dall'Instituto Nacional de Estatística de Cape Verde, le contee di Mosteiros, São Domingos, São Filipe e São Miguel sono state istituite fra gli anni ottanta e i primi anni novanta; nello stesso periodo, è stata soppressa la precedente contea di Fogo.
Le contee di Capo Verde erano 17 fino al 2005, anno in cui sono state istituite le contee di Ribeira Grande de Santiago (scissa da Praia), São Lourenço dos Órgãos (scissa da Santa Cruz), São Salvador do Mundo (scissa da Santa Catarina), Santa Catarina do Fogo (scissa da São Filipe), Ribeira Brava e Tarrafal de São Nicolau (queste ultime due scisse dall'ormai soppressa contea di São Nicolau).

## Codici ufficiali
Le divisioni amministrative di Capo Verde sono formalmente identificate da codici di sette cifre definiti dal Código Geográfico Nacional de Cabo Verde (CGN-CV, "codice geografico nazionale di Capo Verde"), stabilito dall'Instituto Nacional de Estatística de Cape Verde ("istituto nazionale di statistica di Capo Verde"). La prima cifra del codice identifica un'isola; la seconda, la contea all'interno dell'isola; la terza, la freguesia all'interno della contea.